# Хрест Слави легіону «Кондор»

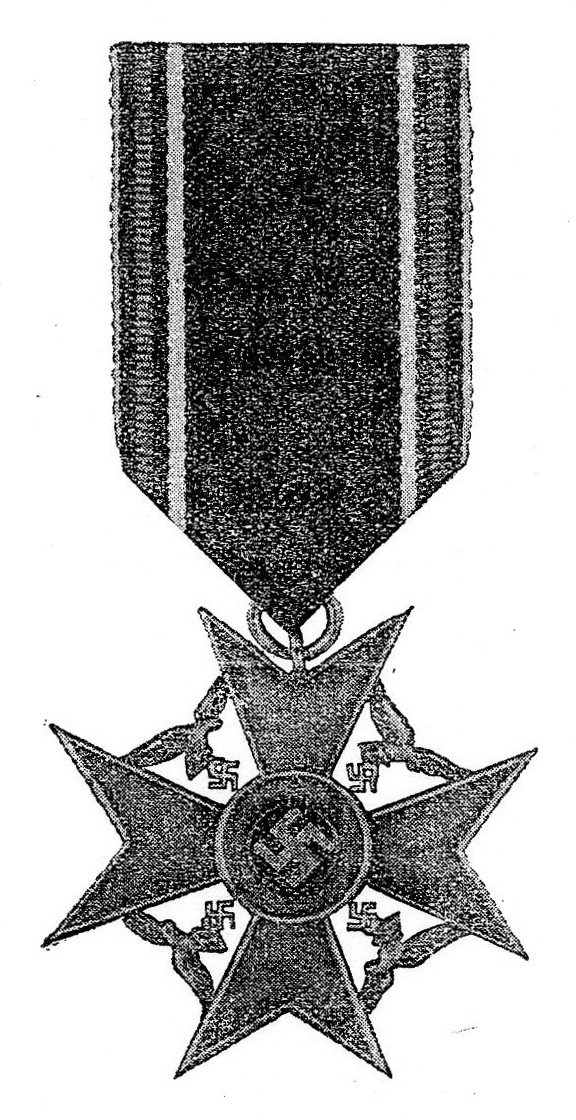
Зображення нагороди в Імперському віснику законів (Reichsgesetzblatt) № 139

Почесний хрест для родичів загиблих в Іспанії німецьких бійців (нім. Ehrenkreuz für Hinterbliebene Deutscher Spanienkämpfer), також відомий як Хрест Слави Легіону «Кондор» — орден, заснований 14 квітня 1939 року, вручався родичам і родинам легіонерів, загиблих під час Громадянської війни в Іспанії.
Загальна кількість нагороджених — 315 чоловік.

## Опис
Нагорода була зменшеною копією Іспанського хреста в бронзі. Хрест виготовлявся з бронзи або міді з бронзовим покриттям. Носили Хрест Слави Легіону «Кондор» на чорній стрічці з червоно-жовто-червоними смужками (кольори іспанського прапора), розташованими по краях.

## Умови нагородження
Право на отримання хреста мали родичі німецьких добровольців, які загинули в бою чи в полоні, зникли безвісти або померли від ран, хвороб чи нещасних випадків, пов'язаних із військовими діями.
Родичі мали право на носіння хреста в такому порядку: вдова — старший повнолітній син — старша повнолітня дочка — батько — мати — брат — сестра.
Для отримання хреста необхідно було подати заяву до ОКВ, яка мала супроводжуватись поліцейським підтвердженням. Ці заявки в ОКВ перевіряли й подавали на затвердження начальнику президентської канцелярії, після чого Гітлер підписував нагородні сертифікати і сім'я отримувала хрест разом із сертифікатом.

## Сучасний статус
Відповідно до Закону Німеччини про порядок нагородження орденами та про порядок носіння від 26 липня 1957 року (нім. Gesetz uber Titel, Orden und Ehrenzeichen) носіння хреста забороняється у будь-якому вигляді.